# 琉球民族

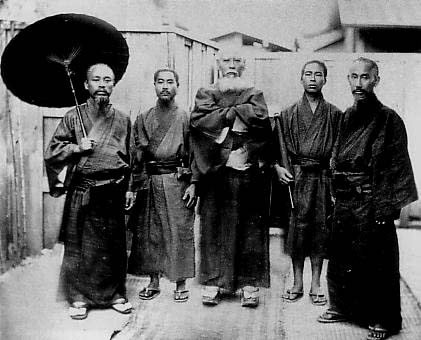
琉装の男性たち

琉球民族（りゅうきゅうみんぞく）とは、かつて琉球王国（琉球國）の領域に相当する沖縄県の沖縄諸島と先島諸島、鹿児島県奄美群島に住む人々を、言語・生活習慣・歴史的経緯等から、独自の一民族であると定義した場合の集団である。本土日本人(大和)、アイヌと共に縄文文化圏に含まれる。
言語学上は、琉球語を母語とする民族を指す。この場合、いわゆる「本土日本人」を大和民族とし、「琉球民族」とアイヌと称される北方民族群、大和民族を合わせて日本民族とする。

## 概要
「琉球民族」と言う言葉は、そもそも沖縄学の創始者である伊波普猷が論文の中で用いた言葉である。伊波は沖縄県民について「琉球民族」の文言を用い、その民族意識を称揚する一方で、学問的には「日琉同祖論」と呼ばれる観点を提唱している。つまり、伊波による意図は、『日琉同祖論に基づいて、沖縄県民（「琉球民族」）が大和民族の支族である』と言う概念のもと用いた言葉である。
一方で、2010年代に入り、『大和民族と琉球民族は異民族である』と主張する立場から、多用されるようになっている。
近年では、「琉球人」や「日本人」と言う枠組みが本質的に実在するものではなく、作られた、構築されたものであると主張する人文・社会学的研究もある。
琉球王国領域の言語と生活習慣と本土との差をどうみるかについては多くの議論がある。新崎盛暉は、「日本だと言い切ってしまうとあまりにも多くの非日本的要素が目立つ」、しかし、たとえば朝鮮や台湾に比べれば「あまりにも日本的要素が目立つ」と述べている。
現在の日本政府ではアイヌのみを日本の先住民として認識しており、琉球民族を沖縄の「先住民族」とは認定していないが、2014年8月に国連人種差別撤廃委員会は「国連教育科学文化機関が琉球・沖縄について特有の民族性、歴史、文化、伝統を認めている」と言う理由付けで「先住民族」であるとし、これと対立している。このため、沖縄県が基地問題等で不利を被っていることが人種差別にあたるのではないか等の問題に関して、国連人種差別撤廃委員会は先住民族としての権利を保護するよう日本政府に勧告を行なっている。これに対し日本政府や自民党系議員からは「民族分断工作」であるとの反発が高まっている。
2007年、琉球大学法文学部准教授の林泉忠（香港系英国籍）が沖縄県民意識調査を実施（電話帳から無作為抽出して電話をかける方法で、18歳以上の沖縄県民を対象に実施、1201人から有効回答を得た。2005年度より三ヵ年実施）。結果、沖縄県民の内、沖縄人であると答えた人は41.6%、沖縄人で日本人が29.7%、日本人であるが25.5%との回答が得られた。
2018年から行われている琉球遺骨返還請求訴訟の判決時には、裁判長が「琉球民族」との表現を用いた。

## 範囲
「琉球民族」論では歴史的に琉球王国として日本とは別の国であったため、大和の朝廷を中心とした大和民族とは別の民族であると定義する。しかし、その民族範囲はそれを主張する者の中でも異なっており、琉球処分直前の領土であった沖縄県の大半とする主張（この場合、沖縄民族ともいう）と、これに琉球王国統一後の最大版図であった奄美群島を含むとする主張とがある。

## 分布と歴史
「琉球民族」の先住地は、現在の沖縄県全域と鹿児島県の奄美群島であり、言語学的に琉球諸語と総称される言語の分布とほぼ一致する。歴史的には沖縄県は琉球王国の領域を踏襲しており、奄美群島は、尚徳王による制圧（1466年）から薩摩藩への割譲（1613年）まで琉球王国による支配を経験している。
1879年の琉球処分以降、職を求めて北海道・本州・四国・九州、いわゆる日本本土に移住する者も増加した。日清・日露戦争期の経済成長・工業化に伴い、男子は製鉄・製造業の中心地であり沖縄との定期航路の多かった大阪へ行くものが多く、女子は紡績工として大阪のほか、兵庫・和歌山・静岡などに出向いた。以上のような経緯から大阪には沖縄に出自を持つ者が多く、1935年の時点で本土在住の沖縄出身者32,335人のうち、15,648人が大阪在住であった。
現在でも大阪府大阪市大正区では沖縄出身者とその子孫が人口の約4分の1を占めると言われており、沖縄食材を売る店や沖縄料理店はもちろん、琉球舞踊や三線教室も多く見受けられ、沖縄文化が色濃く残っている。沖縄民謡で大御所と呼ばれる演者に大阪生まれ、または出身で沖縄へ移住した者が多いのも事実である。また、エイサーと呼ばれる沖縄の祭りも50年近く開催されており、大正区以外に在住する多くの沖縄出身である大阪府民も訪れている。
同様に、神奈川県横浜市鶴見区にも、京浜工業地帯に立地する工場で働くために、多くの沖縄出身者が移住してきたことから、沖縄の物産店や飲食店が多くあるほか、エイサーなどの伝統芸能の催しなども行われており、「沖縄タウン」と呼ばれている地域もある。
海外への移民は琉球王国時代から募集されていたが、琉球処分後、特に1904年に沖縄を襲った干ばつ以降、人々の目は海外に向かった。1935年の時点で沖縄出身の海外在住者数は、ハワイ12,820人、ブラジル10,668人、ペルー7.647人、フィリピン6,229人、アルゼンチン1841人だった。とりわけハワイは、温暖な気候と、作り慣れたサトウキビ栽培を理由に、出稼ぎ先、移住先として人気が高く、ハワイ各地に「沖縄村」が形成された（沖縄系アメリカ人も参照）。また、ハワイの民族衣装とも呼ばれるアロハシャツは沖縄出身の移住者が着物をシャツに仕立て直した物を着ているのを見た現地人が気に入り注文したのが由来と言われている。しかし、広島、山口、福岡、熊本を中心とした本土出身のコミュニティの反感を買うこともあったという。逆に沖縄から海外移民が増加した時期に、米国本土への移民が制限されたため、日系人コミュニティのあるカリフォルニアなどには沖縄出身者は比較的少ない。

## 遺伝的比較

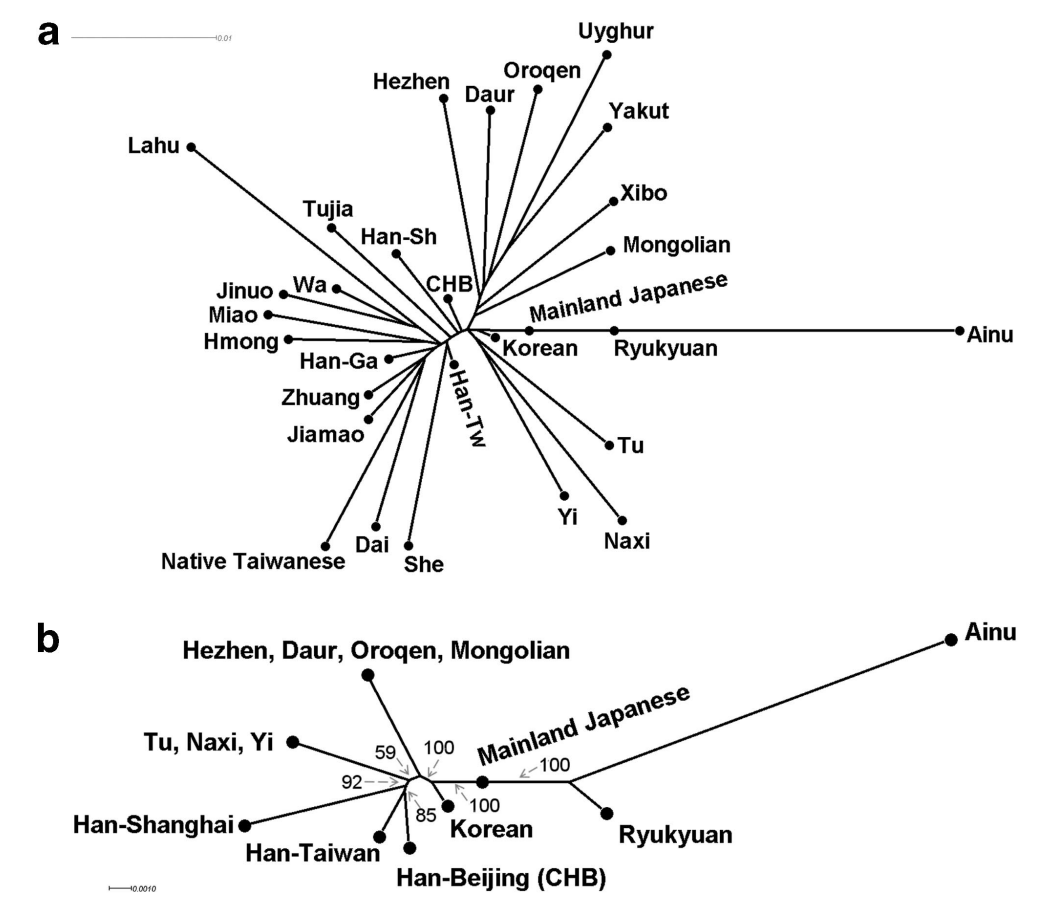
本土日本人 (Mainland Japanese)、琉球人 (Ryukyuan)、アイヌ人 (Ainu) と他のアジア民族集団の系統樹。本土日本人は集団としては韓国人と同じクラスターに属した。

南西諸島のmtDNAハプログループ分布

以下は遺伝子の研究による、九州以北の日本本土の住民と南西諸島（奄美群島以南）の住民との比較である。ただし、遺伝的な近さと遠さは民族概念と必ずしも一致するものではない（日本人、ユダヤ人も参考のこと）。
最近の遺伝子の研究で沖縄県民と九州以北の本土住民は、縄文人を基礎として成立し、現在の東アジア大陸部の主要な集団とは異なる遺伝的構成であり、同じ祖先を持つことが明らかになっている。また、中国南部及び東南アジアの集団とは地理的には近く昔から活発な交易がおこなわれており、九州以北の日本本土住民と違いその影響があったと考えられていたが、遺伝子の研究から中国や台湾の集団とはかなり離れていることが判明している。九州以北の日本本土住民との近縁性と共にそれを介して北海道のアイヌと称される北方民族群との近縁性も指摘されている。父系遺伝子Y染色体ハプログループD1a2aを持つのは世界で本土日本、アイヌと称される北方民族群及び沖縄のみであり、近隣の台湾や中国、韓国には全く見られず、中国や台湾の住民のものとは大きく異なっている。世界的にも珍しいY染色体ハプログループD1a2a系統を日本人では30%～40%、アイヌでは90%、沖縄本島では50％の人が有しており、この点で日本本土との関係が深い。
高宮広士（鹿児島大学）は、沖縄の島々に人間が適応できたのは縄文中期後半から後期以降であり、農耕をする集団が移住したのは古代から中世にかけての10世紀から12世紀頃で、九州から沖縄に移住したと指摘している。考古学などの研究も含めて南西諸島の住民の先祖は、九州南部から比較的新しい時期（10世紀前後）に南下して定住したものが主体であり、それまで居住していた奄美・沖縄諸島と先島諸島の2グループの先住民に取って代わったと考えられている。これらのことから九州以北とは遺伝的・人類学的にみても明瞭な境界線を引くことは難しい。
政治的な人種論に対する批判として指摘されることは、日本列島の住民は複数の人種の混血であり、その混血度は地域によって異なることである（沖縄県民を含めた日本人は他国に比べれば混血度は少ないとされる）。
これら以外にも記録や史跡から、中国大陸方面からの移民の子孫や、15世紀の大交易時代の名残からフィリピン系、スペイン系との混血などのルーツを持つ住民も存在し、またアメリカ合衆国による沖縄統治時代に生まれたアメリカ系との混血も多い。
2008年に理化学研究所ゲノム医科学研究センターが、日本全国（含沖縄県、除中国四国地方）7000人のゲノム中にある14万箇所の一塩基多型を統計的に解析したところ、ゲノムの特徴の点で7000人分の標本は「本土クラスタ」と「琉球クラスタ」に明確に分かれることがわかった。特に3番染色体の組織適合抗原（HLA）の遺伝子に大きなちがいがみられ、ゲノム医科学研究センターは、その違いの原因が両人類集団のいずれかが過去に経験した何らかの感染症の有無ではないかと推測した。さらに2012年ごろには、日本列島人類集団遺伝学コンソーシアムが、北海道平取町在住、沖縄在住、東京在住、北京在住の漢族、イバダン在住のヨルバ族、ユタ州在住の西欧系といった複数の人類集団にそれぞれ属する人々のゲノム、100万箇所の一塩基多型を統計的に解析したところ、アイヌ人からみると琉球人が遺伝的にもっとも近縁であり、両者の中間に位置する本土人は、琉球人に次いでアイヌ人に近いことが示された。また、本土人からみると琉球人が遺伝的にもっとも近縁であり、日本列島人（アイヌ人、琉球人、本土人）は、現在の東アジア大陸部の主要な30の人類集団とは異なる遺伝的構成であることも示された。
2014年9月17日、琉球大学大学院の研究グループが、琉球列島（沖縄本島だけでなく、八重山・宮古地方も含む）の人々の遺伝情報を広範に分析した結果、台湾や大陸の集団とは直接の遺伝的つながりはなく、日本本土に由来する事がわかったとモレキュラーバイオロジーアンドエボリューションに発表した。
また、「琉球民族」にはATLのレトロウイルス（HTLV-1）が日本列島内でも高頻度で観察される事から、縄文人の血が濃く残っていると考えられる。
2018年に国立遺伝学研究所が発表した核DNA分析における遺伝子研究による民族の遺伝的分布において、アイヌ・本土・沖縄は共に父系を縄文人に持つ同一円内と判明し、他の東アジアとは別種であることが確認された。
Watabe et al. (2020)による47都道府県の日本人約11,000名の全ゲノムSNP遺伝子型データ解析では、沖縄県の人々は他の都道府県（大和民族）とは別のクラスターを形成することが明らかになった。
Nishikawa & Ishida (2021)では、琉球のうち奄美については、その地理的位置や歴史を反映して、遺伝的に本土の住民と沖縄の住民の中間に位置することが明らかになった。
2021年11月10日、マックス・プランク人類史科学研究所を中心とした、中国、日本、韓国、ヨーロッパ、ニュージーランド、ロシア、アメリカの研究者を含む国際チームが『ネイチャー』に発表した論文によると、宮古島市の長墓遺跡の先史時代の人骨をDNA分析したところ「100%縄文人」だったことが分かり、先史時代の先島諸島の人々は沖縄諸島から来たことを示す研究成果となった。また、言語学および考古学からは、中世（グスク時代、11世紀~15世紀）に九州から「本土日本人」が琉球列島に移住したことが推定でき、高宮広土（鹿児島大学）は、「結果として、琉球方言の元となる言語を有した農耕民が本土から植民した。著名な『日本人二重構造論』を否定するという点で大変貴重だ」と指摘している。

## 文化的比較

### 言語
琉球王国領域の言葉を独自の琉球語であるとする場合でも日本語と共に日琉語族に属する。一般的には琉球方言とする主張が多く、それ以外の日本語を本土方言と分類し両者をあわせて日本語とする見解が主流である。どちらの主張でもこの地域の言葉は日本の言語を構成する二大要素といえる。奄美群島や琉球諸島の言語も相互での意思疎通が困難なほど地域差が大きく、諸言語の集合と捉えることもある。ただし、エスノローグでは喜界語、北奄美大島語、南奄美大島語、徳之島語、沖永良部語、与論語、国頭語、中央沖縄語、宮古語、八重山語、与那国語として分類し、それぞれを別言語とみなしている。

### 神話
「琉球民族」はアマミキヨとシネリキヨという女男2柱の祖先神をもち、これをもって日本神話とは神話体系が異なるとし、民族としての文化面の大きな相違点だと主張する者もいるが、日本神話における国産みや神産みのイザナギ・イザナミという夫婦神、アマテラスとスサノオという姉弟神との共通点・類似点も多く、こちらも多くの議論の対象となっている。

### 音階
沖縄には俗的に琉球音階と言われる音階があり、ド・ミ・ファ・ソ・シ・ドの5音で構成される音階である。九州の民謡でも広く使われており、近年では本土のポップスなどにも採り入れられてきている。

### 民俗学、宗教学
初期の民俗学者は南西諸島の文化について九州以北との近縁性をとらえ、本土での近代化により失われた習俗などが数多く残されているとして重視していた。柳田國男は『海上の道』で黒潮の流れから着想を得て沖縄県との類縁を論じ、その弟子の折口信夫もまれびと論・他界観で沖縄県周辺の宗教から多くの論拠を引いている（『古代研究I』 など）。

## 日琉同祖論
九州以北とその起源を同じくする、同一民族の支族であるとする考えを日琉同祖論という。「琉球民族」論にとっては対論と看做せる論であり、沖縄県における日本復帰運動では思想の根幹となった。歴史的には「琉球民族」論よりもはるかに古く、その起源には歴史学上も様々な説がある。

### 古代
「隋書」において、607年に煬帝は朱寛を「流求」に遣わした際に、「流求人とは全く言葉が通じず、朝貢を拒んだ」との記載がある。なお、この「流求」が現在の沖縄県周辺を指していたのかは判然としない。一方で、「日本書紀」や「続日本紀」には7世紀から8世紀に掛けて少なくとも5回「掖玖・夜勾」、「多禰人・掖玖人・阿麻彌人（奄美人）」、「多褹・掖玖・菴美・度感」、「奄美・夜久・度感・信覚・球美」と呼ばれる人々について、大和朝廷との朝貢関係や、朝廷から位階を授けた記録がある。これを受けて「大和船で大極殿に上り、瓦や手土産を買った」という歌が『おもろさうし』に残っている。おもろさうしは琉球中世の編纂ではあるが、貝塚時代晩期（古代）、グスク時代から古琉球までの琉球・沖縄の伝承を色濃く残していると考えられている。

### 中近世
日琉同祖論は、直接的には16世紀、京都五山の和僧によって唱えられた源為朝琉球渡来説に端を発していると考えられている。これがそのまま琉球へ伝わった。時の琉球王国摂政羽地朝秀は、国史『中山世鑑』を編纂し、羽地の改革を断行し琉球五偉人の一人に準えられている。この『中山世鑑』に日琉同祖論が色濃く影響を与えている。
羽地の摂政就任後の1673年3月に『羽地仕置』（令達及び意見を記し置きした書）を発令し、この中で『琉球の人々の祖先は、かつて日本から渡来してきたのであり、また有形無形の名詞はよく通じるが、話し言葉が日本と相違しているのは、遠国のため交通が長い間途絶えていたからである』と語り、王家の祖先だけでなく琉球の人々の祖先が日本からの渡来人であると述べている。
もっとも1609年の薩摩侵入を経て、実質その支配下において書かれた史書などを出所としており、この説には薩摩の意向が反映されている疑いを排除できないと否定する者もあるが、日琉同祖論自体は琉球侵攻以前の琉球社会においても広く受け入れられていた。『中山世鑑』や、『鎮西琉球記』、『椿説弓張月』などはともかく、『おもろさうし』などは明らかに侵攻以前のものである。
これらで描かれている日琉同祖論は概ね、12世紀に源為朝（鎮西八郎）が現在の沖縄県の地に逃れ、その子が琉球王家の始祖舜天になったと言うものである。その事自体の真偽は不明であり歴史学者でも探求の的となっているが、未だに全く確定的な見解は得られていない。ともかくも、王国時代の琉球ではこれが正史として扱われており、この話がのちに曲亭馬琴の『椿説弓張月』を産んだ。

### 近代
琉球処分により沖縄県が設置、日本に併合され、日本的近代化が沖縄でも急速に進行した。その影響下、大正11年には為朝上陸の碑が建てられた。表側に「上陸の碑」と刻まれて、その左斜め下にはこの碑を建てることに尽力した東郷平八郎の名が刻まれている。明治以降も沖縄県の文化人らの一部で主流となり展開された。伊波普猷の沖縄学もこの影響を強く受けている。

### 現代
沖縄戦を経てアメリカ統治下の沖縄において沖縄人民党委員長瀬長亀次郎は、日本本土復帰運動のさなか、その著作として、民族三部作の一つ『民族の悲劇』をあらわしているが、そこでの「民族」は「明らかに日本民族であって、沖縄県民を異民族支配の下に置かれた日本民族の一部」と表現している のも、同じ流れにあると言える。沖縄返還後は沖縄県の独自性たる芸能の保護などについても運動しているが、ここでも彼は、沖縄県の芸能は「日本の宝」と表現した。

## 近年の政治的傾向

### 日本国内において
琉球独立運動の観点から、琉球民族独立総合研究学会などの団体により、琉球民族の概念が主張されることがある。「琉球民族の琉球民族による琉球民族のための学会」としている。また、民族自決権として自己決定権として主張されることもある。また、沖縄新聞社の琉球新報では、スコットランド選挙などが自己決定権として沖縄と対比される報道もあった。

### 日本国外において
中華人民共和国には琉球人が中華民族であるとして、関連性や領有を主張する意見が存在する。唐淳風は琉球民族は中華民族の末裔であると主張している。また、中華民族琉球特別自治区準備委員会は「琉球は中華民族のなわばり」であり、中国領土であると主張している。

## 関連文献
- 鳥越憲三郎『琉球宗教史の研究』角川書店、1965年3月。
- 高良倉吉「向象賢の論理」『新琉球史　近世編　上』琉球新報社、1989年
- 鹿野政直『沖縄の淵』岩波書店、1993年
- 鷲尾 順敬 編『日本思想闘争史料 第4巻』名著刊行会〈日本思想闘争史料〉、1970年。
- 真境名安興 著、琉球新報社 編『真境名安興全集 第一巻』琉球新報社〈真境名安興全集〉、1993年。